# Yekaterina Verbina
Yekaterina Verbina (en ruso: Екатерина Вербина; 2000) es una deportista rusa que compite en lucha libre. Ganó una medalla de oro en el Campeonato Europeo de Lucha de 2025, en la categoría de 55 kg.

## Palmarés internacional
| Campeonato Europeo | Campeonato Europeo      | Campeonato Europeo | Campeonato Europeo |
| Año                | Lugar                   | Medalla            | Categoría          |
| ------------------ | ----------------------- | ------------------ | ------------------ |
| 2025               | Bratislava (Eslovaquia) | Medalla de oro     | 55 kg              |